# 吴汝康
吴汝康（1916年2月19日—2006年8月31日），男，江苏武进人，解剖学、人类学家。

## 生平
1940年毕业于中央大学，1947年取得圣路易斯华盛顿大学硕士学位，1949年又取得该校博士学位。曾任中国科学院古脊椎动物与古人类研究所研究员。1980年当选中国科学院学部委员（院士）。